# Quintette à vent op. 81 (Onslow)
Le quintette no 3 en fa majeur op. 81 est la seule composition pour quintette à vent de George Onslow et a été écrite vers 1850 à la fin de sa vie. George Onslow a dédié ce quintette à Louis Dorus (flûte), Stanislas Verroust (hautbois), Charles Verroust (basson), Adolphe Leroy (clarinette) et Jean-Baptiste Mengal (cor) qui sont tous des musiciens reconnus et ayant participé à l'évolution de leur instrument en cette période d'invention active du XIXe siècle,. La première a lieu en 1851.
La partition a été publiée en Allemagne et en France dès 1852 par Fr. Kistner à Leipzig par Brandus et Cie à Paris.
Il est parfois fait mention que cet opus comprend trois quintettes à vent mais seul le numéro 3 reste joué et publié actuellement.

## Structure
La pièce est constituée de quatre mouvements :
1. Allegro non troppo
2. Scherzo : Energico
3. Andante sostenuto
4. Finale : Allegro spirituoso

## Analyse
George Onslow, pianiste et violoncelliste, écrit à la fin de sa vie un très bon quintette à vent. Le professeur de George Onslow était Antoine Reicha, le compositeur qui a pratiquement inventé le quintette à vent moderne. Alors que George Onslow a soixante-six ans, le quintette témoigne d'une belle joie de vivre juvénile. Le premier mouvement est marqué Allegro non troppo et débute par une introduction formelle. Le thème principal est présenté d'une manière très plastique. Le deuxième mouvement est un Scherzo léger et enjoué. La mélodie passe astucieusement d'une voix à l'autre. La section en trio paresseuse offre un bon contraste. Le solo de hautbois qui commence le troisième mouvement Larghetto suivant frappe une note sombre. Il y a une certaine ressemblance avec Haendel dans cette musique formelle. Le dernier mouvement, Allegro spirituoso, est un rondo animé.

## Discographie sélective
- La musique de chambre avec vents, avec ensembles Initium et Contraste, (CD Timpani 2C2185, 2010)[4].